# People Under the Stairs
People Under the Stairs est un groupe de hip-hop américain, originaire de Los Angeles, en Californie. Depuis sa formation en 1997, le groupe compte uniquement Christopher Portugal (Thes One) et Michael Turner (Double K), et compose ses chansons en samplant et en rappant.
Incapable de se populariser auprès du grand public, le groupe est souvent considéré par la presse spécialisée comme un groupe « underground ». Ils parviennent à remporter une certaine notoriété grâce à d'autres artistes malgré huit albums bien accueillis et une tournée mondiale dans 40 pays sur six continents.

## Biographie

### Formation (1996–1997)
Étudiants au lycée de la Mid-City Los Angeles, les membres du groupe Thes One et Double K reprennent indépendamment des chansons, créant des beat tapes, et mixent lors de soirées locales. À cette période, Thes One est étudiant à la Loyola High et se fait un nom dans la production musicale en collaborant avec un groupe de hip-hop local appelé Spiritual Madness. Entretemps, Double K est étudiant à la Hamilton High et membre de la Log Cabin Crew, un collectif de hip-hop auquel d'autres étudiants de la Hamilton High — Murs, Eligh et Scarub (des Living Legends) — participent. Encore inconnus, Thes One et Double K still se rencontrent par hasard au Martin's (un disquaire locale situé au Pico Boulevard de Los Angeles) et décident tous les deux d'écouter des beat tapes dans la voiture de Thes One. Les deux, impressionnés par leurs travaux, se lient immédiatement d'amitié et partagent leur intérêt pour de nombreux genres musicaux.
Un mois après, Thes One et Double K s'intéressent au hip-hop instrumental. Le groupe décide d'emprunter le nom de People Under the Stairs, pensant représenter un certain esthétisme. Pendant une époque durant laquelle les autres rappeurs formaient de grands groupes et jouaient dans de célèbres événements, Thes One et Double K cherchent à rester dans l'ombre et à se consacrer de leur côté à la musique, jouant occasionnellement devant le public. Concernant leur nom, il existe deux rumeurs parmi les fans. Ces derniers pensent que le groupe s'est inspiré du film de Wes Craven, The People Under the Stairs. Bien que le duo connaisse le film, il affirme ne pas y avoir prêté attention lors du nommage du groupe. La seconde rumeur prétend que le groupe se serait formé à San Francisco, en Californie, selon sa chanson culte San Francisco Knights issue de son premier album ; le groupe affirme avoir écrit la chanson après avoir passé du bon temps à San Francisco.

### The Next Step(1998–1999)
En 1998, à la période durant laquelle Thes One est étudiant à l'University of Southern California, People Under the Stairs finance et publie par ses propres moyens un single intitulé The Next Step II. Près de 500 exemplaires sont faits, certains sur lesquels manque la face B, Live At The Fishbucket, Pt. 1. Quelques semaines plus tard, une grande partie des exemplaires est mise en rayon dans un petit disquaire locale appelé Mr. Bongo. Le propriétaire, ayant joué le single dans son magasin, réussit à vendre tous les exemplaires en l'espace de 7 minutes. Dans l'espoir de donner plus d'accessibilité musicale au groupe, le propriétaire de Mr. Bongo contacte Chris Smith, CEO du label Om Records situé à San Francisco, lui demandant de prendre PUTS à l'essai. Pendant ce temps, le groupe avait déjà fait paraître indépendamment son premier album, The Next Step à la fin de l'été 1998. Réticent à composer un album studio, le groupe décide de tenter sa chance. 
Avec l'aide du producteur local originaire de Los Angeles, DJ Dusk, le duo joue pour la première fois devant un public au magasin Beat Non Stop au Melrose Avenue. À cette période, la communauté hip-hop de Los Angeles ne se voyait jouer aucune de leurs chansons à la radio ou lors d'événements notoires, ; à la surprise du groupe, cependant, il s'avère s'être significativement popularisé en Europe. Chris Smith et Om Records contactent le propriétaire de Mr. Bongo afin d'entrer en contact avec People Under The Stairs veut offrir au groupe la possibilité de publier un single dans les compilations Deep Concentration et Mushroom Jazz du label. Om est un label connu en ce temps dans le domaine de la musique électronique, mais Smith, après l'écoute d'autres chansons du groupe, lui offre l'occasion d'un contrat pour la publication de quatre albums, ce que le groupe accepte en 1999. En août 1999, le duo se lance dans sa première tournée mondiale.

### Question in the Form of an Answer(2000–2001)
À peine revenus de leur première tournée mondiale, et désormais propriétaires d'un nouveau label, Thes One et Double K craignent d'utiliser de nouvelles techniques de production et de sampling qu'ils ont appris depuis leur premier album. Ils prennent également le temps d'affiner leurs paroles. Finalement, ils composent leur deuxième album, Question in the Form of an Answer, publié en juin 2000. Comme pour The Next Step, l'album dure environ 75 minutes, est entièrement enregistré par le groupe, et contient des éléments de jazz et de rock psychédélique. Le single principal de l'album, Youth Explosion, se vend à 15 000 exemplaires publiés en un mois.
PUTS se lance dans une deuxième tournée promotionnelle, cette fois avec une apparition au Japon et en Australie. Ils participent également au Glastonbury Festival de juin 2000 avec Dilated Peoples et la Saïan Supa Crew. La tournée atteint son pic en juillet 2001 pendant leur performance au Essential Music Festival de Londres durant lequel le groupe est rejoint par Biz Markie, Ice-T, Gerry « Jeru » Mulligan, Masta Ace et De La Soul. À leur tournée en 2000, PUTS publient une version limitée de leur compilation American Men Vol. 1. Om Records rééditera également The Next Step en 2001.

### O.S.Tet...or Stay Tuned(2002–2003)
En 2001, après leur tournée européenne et de retour à Los Angeles, Thes One et Double K se popularisent dans la scène locale ; Thes One prend également part à un beat battle contre will.i.am le 25 avril 2002. En juin 2002, le groupe publie son troisième album, O.S.T.. L'album est encore une fois produit chez Thes One par le duo et publié au label Om Records. O.S.T. est plus complexe que ses prédécesseurs, et fait usage d'une variété de samples. Au printemps 2002, PUTS fait la promotion de O.S.T. en jouant aux Reading and Leeds Festivals, et en participant à la tournée américaine Cali-Comm aux côtés de Del the Funky Homosapien, KutMasta Kurt, Planet Asia, et les Lifesavas. Après avoir reçu l'argent pour leur dernier album chez Om, Thes One fait l'achat d'une console de mixage Neve Electronics qui sera utilisée pour leurs deux prochains albums.
Le dernier album du groupe pour Om Records s'intitule ...or Stay Tuned, publié en 2003. L'album dure près de 43 minutes, et devait à l'origine être publié en tant qu'EP, à cause de problèmes de contrat.

### Projets parallèles etStepfather(2004–2006)
En 2004, le contrat de Thes One et Double K avec Om Records arrive à terme. Cherchant à en apprendre davantage sur la production et l'industrie musicale, Thes One se consacre à des projets musicaux parallèles. Il fonde Tres Records avec Chikara Kurahashi des Giant Panda, et publie deux singles au label, Noonen et Doin' It. En mai 2004, il organise le projet Bloquera. People Under the Stairs désormais sans contrat avec un label, le groupe se sent personnellement responsable de la direction et du succès de sa musique.
En 2005, People Under the Stairs signe un contrat avec un plus petit label basé à Los Angeles, Basement Records, pour la publication locale de leur prochain album (distribué outremer par Tres Records), et retourne au studio pour lancer la production. PUTS décide de changer complètement leur musique et leur image pour leur prochain album. Avant la publication de l'album, le groupe se dit ennuyé par le partage illégal de musique sur Internet très fréquent au milieu des années 2000. PUTS décide alors de partager une « fausse » version de l'album sur Internet quelques mois avant la publication de l'album en 2006. Le véritable album, Stepfather est publié en avril 2006, atteint débute à la 32e place du Billboard Heatseaker et à la 35e place des Billboard Independent Albums ; l'album est bien accueilli par la presse spécialisée, et mieux accueilli que les précédents opus,. Stepfather attire également l'intérêt d'un nouveau public.

### Fun DMCetThe Om Years(2007–2008)
La période suivant Stepfather et avant que People Under the Stairs ne se lance dans son nouvel album, Thes One publie un album solo (et projet expérimental de trois ans), Lifestyle Marketing, au label Tres Records, un album bien accueilli par la presse spécialisée,. Double K, de son côté, publie un titre solo instrumental, Face to Face, avec l'aide du producteur local Olde Soul.
En 2007, le groupe joue au Royaume-Uni et sur la côte ouest des États-Unis ; en 2008, le groupe joue en Australie. Depuis leurs performances en Australie depuis 2004, Thes One et Double K composent une nouvelle chanson, The Wiz, qui parle de leur expérience avec le pays. Au printemps 2008, le groupe collabore avec le réalisateur Matt Bird pour le tournage du clip de la chanson à Bondi Beach. Le tournage implique des caméras sous l'eau, des grues, et un aperçu pris par hélicoptère. De retour à Los Angeles en été, Thes One et Double K se lancent dans l'enregistrement de leur nouvel album qu'ils finalisent en 2008 ; l'album, intitulé Fun DMC, est publié en septembre la même année. Comme leur précédent album, Thes One et Double K tentent un nouveau label indépendant, Gold Dust Media, et l'album est encore une fois bien accueilli par la presse spécialisée. Il débute sixième des Billboard Heatseekers en octobre. Le nom de l'album s'inspire du groupe Run–D.M.C..

### Carried Away(2009–2010)
PUTS consacre la première moitié de l'année 2009 en tournée pour promouvoir Fun DMC. En février, PUTS devient l'un des seuls groupes américains indépendant à jouer en Chine, à Pékin et Shanghai. Thes One et Double K jouent également au  Coachella Music Festival en avril la même année et au Bonaroo Music Festival en juin. Spin Magazine félicite particulièrement People Under The Stairs pour sa performance au Bonaroo, qu'il considère comme l'un des « 25 groupes à écouter » de l'année,,.

## Discographie

### Albums studio
- 1998 : The Next Step
- 2000 : Question in the Form of an Answer
- 2002 : O.S.T.
- 2003 : ...Or Stay Tuned
- 2006 : Stepfather
- 2008 : Fun DMC
- 2009 : Carried Away (en)
- 2011 : Highlighter
- 2014 : 12 Step Program
- 2019 : Sincerely, The P

### EPs
- 2000 : Question in the Form of an Answer Instrumentals
- 2001 : American Men Vol. 1
- 2007 : Stepfather Instrumentals Part 1
- 2008 : Stepfather Instrumentals Part 2

### Compilation
- 2008 : The Om Years (Favorites, Rarities & B-Sides)

### Singles
- 1998 : The Next Step II
- 2000 : Youth Explosion
- 2000 : The Cat
- 2000 : We'll Be There (Hot Rap Tracks #36)[27]
- 2002 : Jappy Jap
- 2002 : O.S.T. (Original soundtrack)
- 2002 : Acid Raindrops
- 2003 : Yield / Out da Club
- 2006 : Tuxedo Rap
- 2006 : Pass the 40
- 2008 : Step Bacc/The Wiz